# Cesare Mazzoni (imprenditore)
Cesare Mazzoni (Milano, 1862 – Milano, 21 agosto 1915) è stato un avvocato e imprenditore italiano.

## Biografia
Figlio di un insegnante di inglese, nacque a Milano nel 1862 e si laureò in legge con pieni voti all'Università di Pavia. Dotato d'ingegno e volontà ferrea si impiegò presso una società ferroviaria per poi occuparsi di diritto commerciale. Fondò la Società Anonima delle Terme di San Pellegrino (21 maggio 1899) che rilevò gli Stabilimenti delle ditte Palazzolo (Hotel Terme e Fonte Palazzolo) e Salaroli (Hotel Milano e Fonte Salaroli) ed edificò i nuovi Stabilimenti termali, affidando all'architetto Romolo Squadrelli l'incarico di progettare e di costruire in stile Liberty la fabbrica di imbottigliamento dell'acqua (1902-1904) i cui sessanta dipendenti produssero 1.5 milioni di bottiglie nel primo anno di esercizio (1905) per raggiungere in pochi anni 4-5 milioni di unità vendute. Fondò, la Società anonima della Ferrovia Elettrica di Valle Brembana - FVB (23 marzo 1904) che costruì la linea ferroviaria Bergamo - San Giovanni Bianco, la Società Anonima Milanese per l'Industria dei Salumi e Formaggi di Milano (1909). Fu presidente della Società Salus delle acque termali, della Manifattura Valle Brembana (24 maggio 1907), della Manifattura Valle Camonica, dello Stabilimento Chimico Farmaceutico C. Cagnola & C., delle Società Anonima A. Bevilacqua & C. per le Conserve Alimentari, della Società Italiana per l'industria dei Lavori in Cemento prof. Chini, della Società Anonima Cesare Vigoni per l'Esercizio di Alberghi, Caffè, Ristoranti, dell'Unione Grandi Alberghi, vice-presidente del Cotonificio Francesco Turati e della Società Anonima Robinetterie Riunite; consigliere della Banca Bergamasca di Depositi e Conti Correnti, della Banca Italiana Commissionaria e di numerose altre società. Stroncato da un improvviso malore nella notte tra il 20 e il 21 agosto 1915 è stato seppellito nel Cimitero Monumentale di Milano. Il comune di San Pellegrino Terme lo nominò cittadino benemerito (2 ottobre 1906) e gli intitolò il viale che conduce dal ponte Umberto I sul fiume Brembo alla Sala delle bibite costeggiando gli Stabilimenti termali (17 aprile 1916).